# أليساندرا مارك
أليساندرا مارك (بالإنجليزية: Alessandra Marc)‏ هي مغنية أوبرا ومغنية أمريكية، ولدت في 29 يوليو 1957.

## وصلات خارجية
- أليساندرا مارك على موقع ميوزك برينز (الإنجليزية)
- أليساندرا مارك على موقع أول ميوزيك (الإنجليزية)
- أليساندرا مارك على موقع ديسكوغز (الإنجليزية)